# دستگاه وقایع‌نگار
وقایع‌نگار (به انگلیسی: chronovisor) نام یک ماشین زمان موجود در واتیکان است. این اصطلاح به فرانسیس برونه، نویسنده چندین کتاب با محتوای ماوراءالطبیعه و مذهبی برمی گردد. وی در کتاب رمز و راز جدید واتیکان ادعا کرد که این دستگاه تحت هدایت کشیش و دانشمند ایتالیایی پدر پلگرینو ماریا ارنتتی (۱۹۲۵–۱۹۹۴) ساخته شده‌است. ادعای ساخت ماشین زمان هرگز تأیید نشد.

## زمینه
گفته می‌شود که ارنتی به فرانسیس برونه، که خود کشیش کاتولیک روم بود، گفته‌است که او ماشین زمان را در تیمی با دوازده دانشمند مشهور از جمله انریکو فرمی و ورنهر فون براون توسعه داده‌است. «وقایع نگار» یک نمایشگر بزرگ با یک صفحه لامپ پرتوی کاتدی استاندارد توصیف شد که می‌توان رویدادهای گذشته را روی آن مشاهده کرد. مجموعه ای از دکمه‌ها، سوئیچ‌ها و سایر دستگاه‌های کنترل، گویا امکان انتخاب زمان و مکان برای مشاهده را فراهم کرده‌است. بعلاوه، طبق گفته اِرنِتی، افراد می‌توانند در مدت زمان طولانی تری متمرکز و تحت نظر باشند. همچنین گفته می‌شود که به برون گفته شده‌است که این دستگاه با دریافت، رمزگشایی و تولید مثل امواج الکترومغناطیسی باقی مانده از حوادث گذشته کار می‌کند و همچنین برداشتن امواج صوتی نیز امکان‌پذیر است.
ارنتی فاقد مدارک محکم برای این ادعاها بود. وی گفت که در میان سایر وقایع تاریخی، مصلوب شدن مسیح را مشاهده کرده و از آن نیز عکس گرفته‌است. یک نسخه بالقوه از این تصویر در شماره ۲ مه ۱۹۷۲ در دومنیکا دل کوریره، یک مجله خبری هفتگی ایتالیایی ، منتشر شد. با این حال، یک عکس تقریباً یکسان (تصویر آینه ای) از منبت‌کاری روی چوب توسط لورنزو کولاوت والرا، مجسمه‌ساز پیدا شد و باعث شد در اظهارات ارنتی شک کنند.
وجود ادعای وجود وقایع نگار به مجموعه ای از تئوری توطئه دامن زده‌است، این دستگاه توقیف شده‌است و در واقع توسط واتیکان یا کسانی که مخفیانه دولت‌ها و اقتصاد آنها را در سراسر جهان کنترل می‌کنند (دست‌های پشت پرده)، استفاده می‌شود.